# Deuxième circonscription de Nolie Kaba
La deuxième circonscription de Nolie Kaba est une des 177 circonscriptions législatives de l'État fédéré Oromia. Elle se situe dans la Zone Ouest Wellega. Son représentant actuel est Terfesa Sefu Tesgara.